# Pali się niebo
Pali się niebo – singel polskiego piosenkarza Dawida Kwiatkowskiego. Singel został wydany 21 maja 2025.

## Geneza utworu i historia wydania
Utwór napisał Dawid Kwiatkowski, natomiast kompozycją utworu zajęli się Dominic Buczkowski-Wojtaszek oraz Patryk Kumór. Za produkcję utworu odpowiedzialna była grupa Hotel Torino.
Singel ukazał się w formacie digital download 21 maja 2025 w Polsce za pośrednictwem wytwórni płytowej DB4 Management w dystrybucji Warner Music Poland. 

## „Pali się niebo” w stacjach radiowych
Nagranie było notowane na 24. miejscu w zestawieniu OLiA, najczęściej odtwarzanych utworów w polskich rozgłośniach radiowych.

## Teledysk
Do utworu powstał teledysk w reżyserii Tomasza Wilczyńskiego, który udostępniono w dniu premiery singla za pośrednictwem serwisu YouTube. 

## Lista utworów
- Digital download

1. „Pali się niebo” – 2:36[5]

## Notowania

### Pozycja na liście sprzedaży
| Kraj   | Lista (2025)             | Najwyższa pozycja |
| ------ | ------------------------ | ----------------- |
| Polska | OLiS – single w streamie | 72                |

### Pozycja na liście airplay
| Kraj   | Lista (2025)                   | Najwyższa pozycja |
| ------ | ------------------------------ | ----------------- |
| Polska | OLiS – oficjalna lista airplay | 24                |